# Ramaria bataillei
Ramaria bataillei är en svampart som tillhör divisionen basidiesvampar, och som först beskrevs av Maire, och fick sitt nu gällande namn av Edred John Henry Corner. Ramaria bataillei ingår i släktet Ramaria, och familjen Ramariaceae. Enligt den svenska rödlistan är arten sårbar i Sverige. Arten förekommer i Götaland. Artens livsmiljö är skogslandskap.